# بشت القرد
بَشْت القِرد أو حَامُول الماء أو حامول المياه (باللاتينية: Ceratophyllum submersum) نوع نباتي يتبع جنس الشمبلان من الفصيلة قرنيات الورق.

## الموئل والانتشار
موطنه بلاد الشام ومصر والمغرب العربي وكل مناطق أوروبا تقريبا.